# بدرشین
بدرشین نام شهر و شهرستانی در استان جیزه مصر است.